# Sempreverd
El sempreverd o miòpor de Nova Zelanda (Myoporum laetum) és una planta amb flors catalogada a la família de les escrofulariàcies endèmic de Nova Zelanda, incloent les illes Chatham. És un arbust de creixement ràpid, fàcilment distingible d'altres espècies del seu gènere pels punts transparents a les fulles visibles a contrallum. M. laetum fou formalment descrit el 1786 per Georg Forster a Florulae Insularum Australium Prodromus. L'epítet específic (laetum) és una paraula llatina que significa "feliç".
Arreu del territori espanyol està catalogada com a espècie exòtica invasora. Entre altres, això implica que està prohibit comercialitzar-la i introduir-la al medi natural. Tampoc es poden reintroduir exemplars que hagin estat extrets de la natura.

## Morfologia

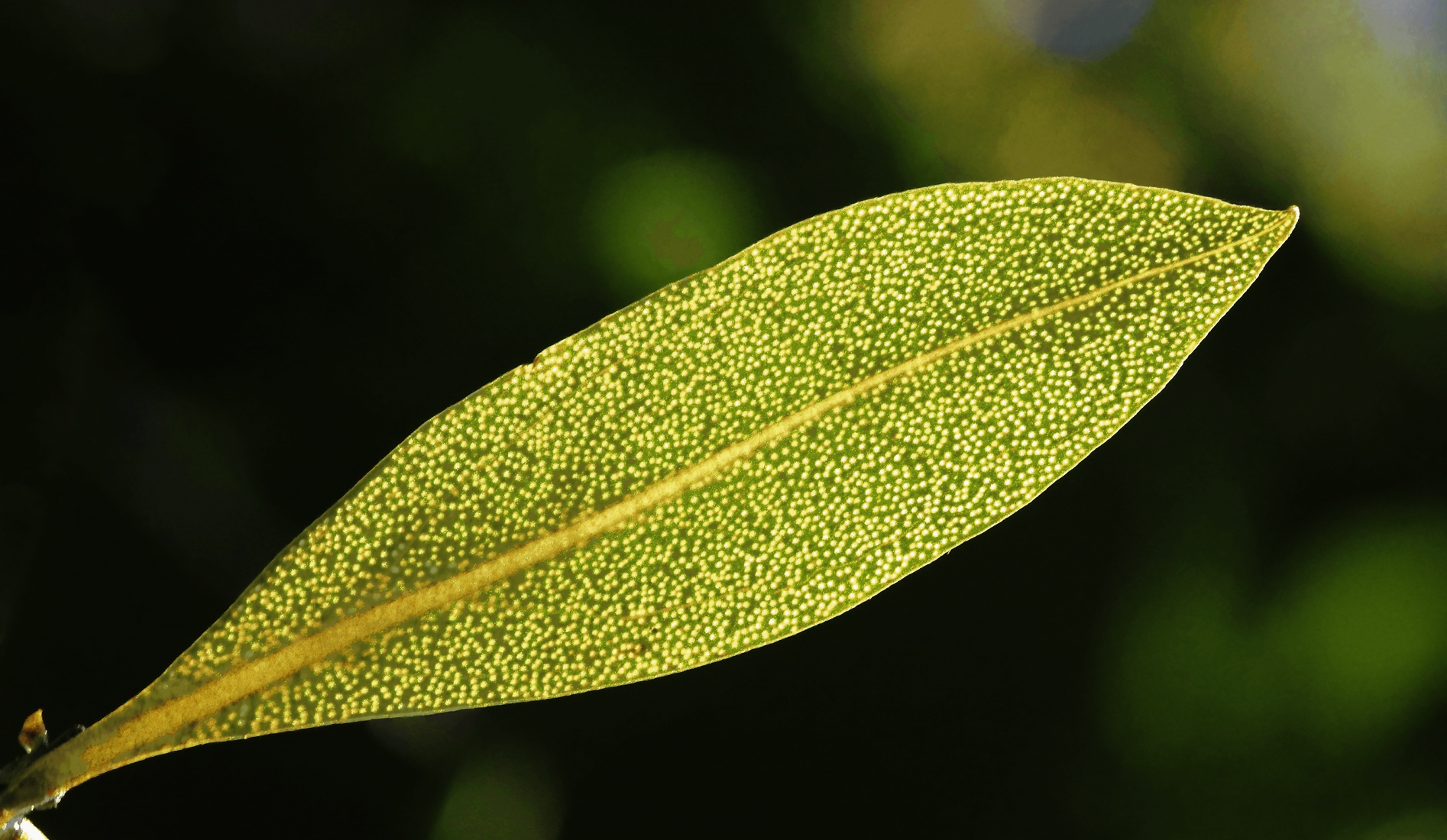
Aspecte de la fulla vista a contrallum

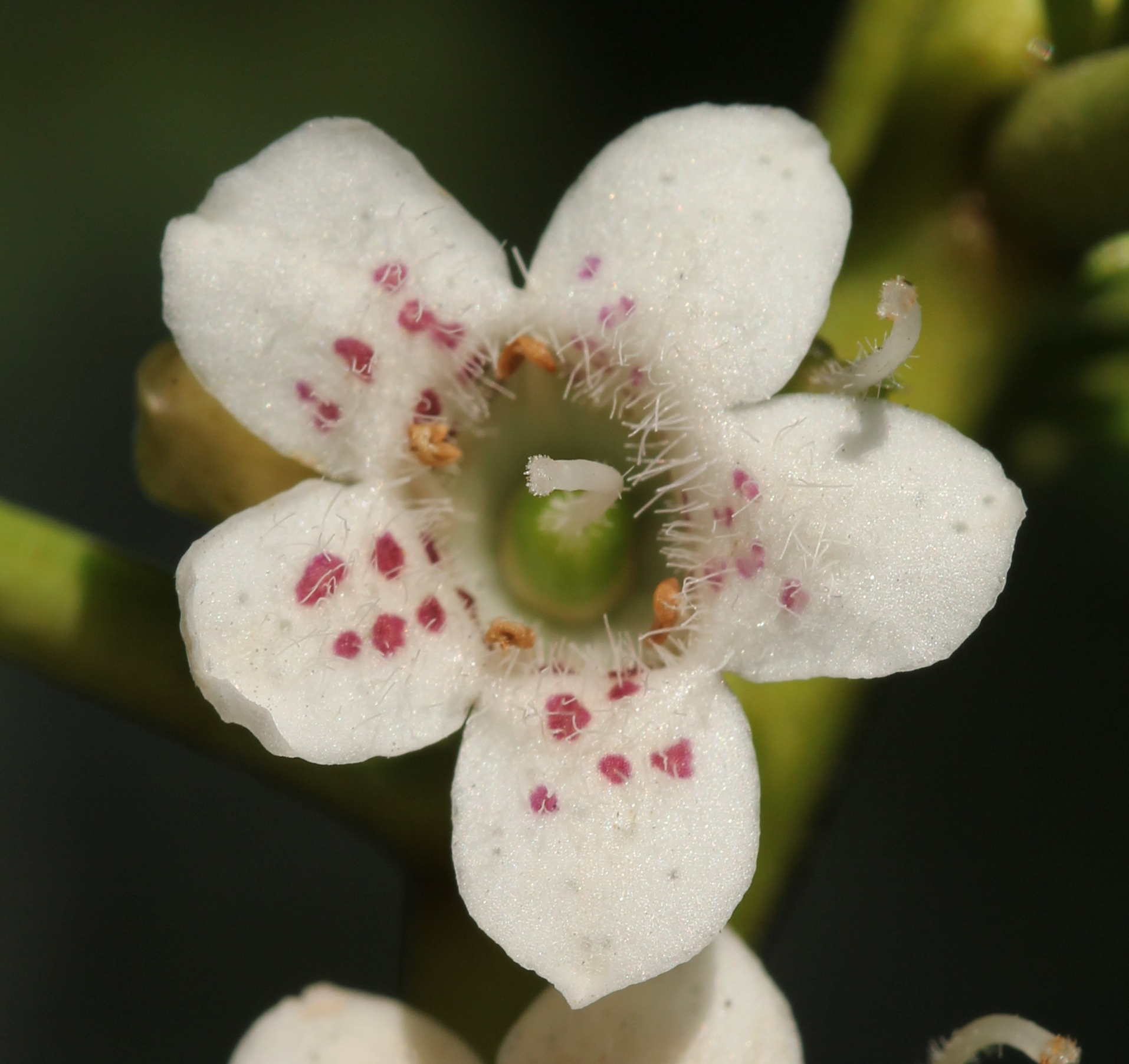
Flor de Myoporum laetum

El sempreverd és un arbre o mata perennifòlia de creixement ràpid capaç d'assolir una alçada de 10 metres amb un tronc de fins a 3 decímetres de diàmetre, o estendre's fins a 4 metres. Sovint adopta una forma cupular en les formes més petites però amida que envelleix i creix aquesta forma es desdibuixa degut al trencament de les branques. En els espècimens més vells l'escorça és gruixuda, tortuosa i solcada. Les fulles són lanceolades, amidant normalment 52-125 mil·límetres de longitud; i 15-30 d'amplària. Aquestes presenten molts punts translúcids a les fulles i als marges amb el marge serrat aproximadament a partir de la meitat exterior.
Les flors són blanques amb taques morades i agrupades en conjunts de 2 a 6 en tiges de 7-15 mil·límetres de llargada. Tenen cinc sèpals ovats i 5 pètals puntejats units a la base per formar una campana tubular de 3,5-4.5 mil·límetres de llargada. Els lòbuls dels pètals mesuren 4,5-5,5 mil·límetres de llargada amb un diàmetre de flor de 15-20 mil·límetres. Hi ha quatre estams que estenen lleugerament més enllà del tub dels pètals i l'ovari és super amb dos lòculs. La floració ocorre entre la meitat de la primavera i la meitat de l'estiu originant un fruit que és una drupa vermella brillant de 6-9 mil·límetres de llargada.

## Ecologia
El sempreverd creix molt bé a les àrees costaneres de Nova Zelanda incloent-hi les Illes Chatham. Creix en boscos baixos, de vegades en posicions pures, altres amb associació amb altres espècies com Rhopalostylis sapida. Myoporum laetum és una planta resistent que creix a la majoria de sòls però que necessita sol directe. També tolera l'exposició a esprais de sal propis dels ambients propers a la mar. Pot reproduir-se tant de llavors com d'esqueixos durs.
M. laetum ha estat introduït a molts altres països com ara Portugal, Sud-àfrica i Namíbia. És considerada una espècie invasora pel California Exotic Pest Plant Council. A la península Ibèrica es conrea amb freqüència a les Illes Balears, País Valencià, Múrcia, Andalusia, Extremadura, Ceuta, Portugal, Illes Canàries i en general en zones de clima càlid o suau. A Catalunya es conrea rarament. Està naturalitzat en vores de camins i erms del litoral, on sovint s'estén com a planta invasiva. Es conrea com a planta ornamental o per a formar tanques a les províncies més càlides, on substitueix l'olivereta.

## Usos
Els māori freguen les seves fulles sobre la seva pell per a repel·lir mosquits i flebòtoms.

## Toxicitat
Les fulles d'aquest arbre contenen una toxina hepàtica, dita ngaione, que pot causar malalties o la mort en bestiar com cavalls, ovelles i porcs.

## Llegenda māori
Segons una llegenda māori, es pot veure un arbre de sempreverd a la lluna:
| « | The man in the moon becomes, in Māori legend, a woman, one Rona by name. This lady, it seems, once had occasion to go by night for water to a stream. In her hand she carried an empty calabash. Stumbling in the dark over stones and the roots of trees she hurt her shoeless feet and began to abuse the moon, then hidden behind clouds, hurling at it some such epithet as "You old tattooed face, there!" But the moon-goddess heard, and reaching down caught up the insulting Rona, calabash and all, into the sky. In vain the frightened woman clutched, as she rose, the tops of a ngaio-tree. The roots gave way, and Rona with her calabash and her tree are placed in the front of the moon for ever, an awful warning to all who are tempted to mock at divinities in their haste. | » |